# 이중로 정사공신교서 및 초상 - 이중로 정사공신교서
이중로 정사공신교서 및 초상 - 이중로 정사공신교서(李重老 靖社功臣敎書 및 肖像-李重老 靖社功臣敎書)은 대한민국 경기도 용인시, 경기도박물관에 있는 조선시대의 국왕문서 및 초상화이다. 1993년 11월 5일 대한민국의 보물 제1174호 청흥군이중로정사공신교서(靑興君李重老靖社功臣敎書)로 지정되었다가, 2004년 5월 7일 보물 제1174-1호로 지정번호가 변경되면서 현재의 명칭으로 변경되었다.

## 개요
이 교서는 인조 3년(1625)에 이중로에게 추증한 것으로 그가 죽은 뒤에 내린 것이다. 이중로(1577∼1624)는 개국공신 이지란의 후손으로 이괄의 난 때 이성부와 함께 예성강 상류인 마탄에서 전사하였다. 16살 되던 해에 무과에 급제하였으며, 이듬해 선전관이 되었고, 광해군 13년(1621)에는 이천부사가 되었다. 인조 1년(1623)에 인조반정에 참가하여 정사공신 2등에 임명되어 청흥군으로 봉해졌다.
교서에는 이중로의 초상을 그려 후세에 길이 남기고 관직을 2계급 올려주었고, 또한 부모, 처자에게도 마찬가지로 2계급 올려주었으며, 큰아들에게는 이중로가 누리던 벼슬의 지위를 영원히 세습할 수 있다는 내용 등이 담겨있다. 그리고 관에서 일하는 노비와 공신에게 내리는 노비 등을 합쳐 19명의 노비, 밭 80결, 은 30량, 옷감 1단, 말 1필 등을 내리도록 지시하고 있다.
이 교서는 인조반정에 참여한 공신에 대한 포상의 내역을 알 수 있는 귀중한 자료이다.

## 같이 보기
- 이중로

## 참고 자료
- 이중로 정사공신교서 및 초상 - 이중로 정사공신교서 - 국가유산청 국가유산포털